# Ford GT40

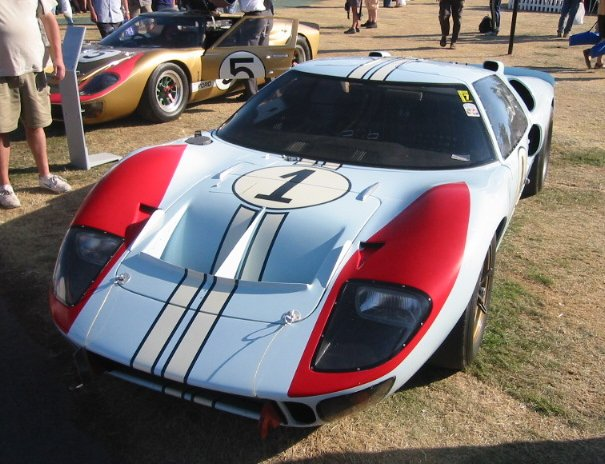
GT40 Mk II-voorkant. Deze auto won de 1966 24 uur van Daytona met Ken Miles en Lloyd Ruby achter het stuur, waarmee Ford zijn eerste overwinning in een 24 uursrace binnenhaalde. (Serienummer GT-40 P 1015 Mk. II)

De Ford GT40 is een sportwagen die viermaal achter elkaar winnaar was van de 24 uur van Le Mans, van 1966 tot en met 1969. De auto was gebouwd om langeafstandsraces te winnen van Ferrari, dat Le Mans zesmaal achter elkaar had gewonnen, van 1960 tot 1965.
De GT40 werd genoemd naar de Gran Turismocategorie waarvoor de auto bedoeld was. De eis in deze categorie was een maximale hoogte van 40 inch (1,02 m, gemeten bij het windscherm). Grote Ford V8-motoren (5,0 L en 7,0 L) werden gebruikt, vergeleken met de Ferrari V12-motoren met een inhoud van 3,0 L of 4,0 L.
De eerste auto's werden gewoon "Ford GT" genoemd. De naam GT40 werd geïntroduceerd met de productie van de standaard Mk 1.
De huidige Ford GT is een modern eerbetoon aan de GT40.

## Oorsprong
Toen Ford rond 1963 Ferrari kon kopen, grepen ze deze kans met beide handen aan. Toen de koop bijna rond was belde Ferrari echter af: ze hadden Ford alleen maar nodig gehad om de prijs voor Fiat, de andere koper, op te drijven. Aangezien Ford uit was op wraak, wisten ze dat ze Ferrari maar op één manier konden verslaan, namelijk daar waar ze goed waren: het circuit.
Daarom kwam men met de Ford GT40. De eerste prototypes van deze wagen waren verbouwingen van Lola-wagens. Deze waren bekend vanwege hun werkzaamheden met Aston Martin op het circuit, maar behaalden niet de beoogde successen en faalden grandioos tijdens de Le Mans van 1965. Dit kwam doordat Ford hoogtoerige racemotoren inzette in de 1e generatie GT40. In 1966 moest Ford met iets beters komen. Ze besloten een team te vormen en dit team aan de geplande auto te laten werken. Daarbij kwam Fords standaard V8-motor met een aantal kleine aanpassingen in de auto. Deze bleken betrouwbaarder dan de racemotor. In 1966 kon de GT40 het circuit op, en met succes. Men versloeg Ferrari vier jaren achter elkaar op Le Mans. Meestal werden ook de tweede of derde plek aan een GT40 toegekend.

## Gevolg(en)
In 1996, toen de GT40 30 jaar bestond, bracht Ford een model uit, de GT90, ter ere van voorgenoemde. Het bleef echter bij een conceptauto die wederom bedoeld was Ferrari bang te maken.
In 2006, toen de GT40 40 jaar bestond, bracht Ford toepasselijk de GT uit. Men mocht hem niet GT40 noemen, wat men wel eerst van plan was, omdat dit al een geregistreerde handelsnaam was op naam van een Arabische handelaar. De wagen had echter veel weg van zijn illustere voorganger: het design was bijna helemaal gekopieerd, alleen dan met een modernere draai eraan. En hoewel de auto een paar centimeter hoger was, kreeg hij de benodigde tongen los. Hij zou in een kleine serie gebouwd worden en geschonken worden aan mensen die echt een passie voor auto's hebben, waaronder Jeremy Clarkson, die nu reeds zijn Ford GT verkocht heeft wegens talloze problemen en exorbitante verbruikscijfers.